# Théodore Ribail
Théodore Paul Ribail (auch Georges Ribail; * 29. März 1895 in Lyon; † 5. November 1942 in Pierre-Bénite) war ein französischer Autorennfahrer.

## Karriere
Théodore Ribail war Teilnehmer des ersten 24-Stunden-Rennens von Le Mans und gehörte zu den wenigen Startern, die das Rennen 1923 nicht beenden konnten. Der Berliet VH 12hp, den er gemeinsam mit Roland Jacquot fuhr, fiel nach einem Defekt aus.

## Statistik

### Le-Mans-Ergebnisse
| Jahr | Team                       | Fahrzeug        | Teamkollege    | Platzierung | Ausfallgrund |
| ---- | -------------------------- | --------------- | -------------- | ----------- | ------------ |
| 1923 | Automobiles Marius Berliet | Berliet VH 12hp | Roland Jacquot | Ausfall     | Motorschaden |